# Revolutionaire Anti-Racistische Actie
Die Revolutionaire Anti-Racistische Actie (Abkürzung: RaRa) war eine niederländische Anti-Apartheid Aktivistengruppe Ende der 1980er / Anfang der 1990er, die vom ehemaligen Binnenlandse Veiligheidsdienst als „gewalttätige, politische Aktivistengruppe“ eingestuft wurde. Die RaRa war zu dieser Zeit eine der wichtigsten Terrororganisation der Niederlande.

## Ziele
Die RaRa zielte darauf ab, durch Anschläge auf Einrichtungen Unternehmen dazu zu bewegen, sich aus Südafrika zurückzuziehen. Das imperialistische System, welches aufgrund von politischen und wirtschaftlichen Interessen das Apartheid-Regime in Südafrika aufrechterhalte, könnte so geschwächt werden und mit ihm das Apartheid-Regime.
Die Brandanschläge auf die zur Steenkohlen Handelsvereiniging (SHV) (heute: SHV Holdings) gehörenden Makro-Supermärkte veranlassten die Geschäftsführung der SHV, ihre Geschäftsaktivitäten in Südafrika aufzugeben. Nach den ersten drei Anschlägen belief sich der Schaden für die SHV durch die Brandanschläge auf rund 137 Millionen Gulden (rund 62 Millionen Euro). Die Versicherung der SHV wollte die Risiken nicht mehr tragen und die Regierung versprach nur einen verstärkten Schutz der Supermärkte. Dies war der Geschäftsführung nicht genug und so zog sich der SHV geschäftlich 1988 aus Südafrika zurück.

## Struktur
Die Organisationsstruktur sowie die Namen der Mitglieder sind unbekannt. Am 11. April 1988 wurden acht angebliche Mitglieder in Amsterdam verhaftet und angeklagt. Nur einer, René Roemersma, wurde jemals wegen Straftaten in Verbindung mit der Gruppierung verurteilt. In afrikanischen Medien wurde er auch als vermeintlicher Anführer der RaRa genannt.

## Anschläge
Die RaRa bekannte sich zu folgenden Anschlägen, bei denen ausschließlich Sachschaden und kein Personenschaden entstand:
- 17. September 1985: Brandanschlag auf einen Makro-Supermarkt in Duivendrecht, Gesamtschaden: 49 Millionen Gulden
- 9. Juli 1986: Brandanschlag auf die Koninklijke Emballage Industrie van Leer B.V. in Amstelveen, Gesamtschaden: 750.000 Gulden
- 18. Dezember 1986: Brandanschlag auf einen Makro-Supermarkt in Duiven, Gesamtschaden: 49 Millionen Gulden
- 10. Januar 1987: Brandanschlag auf einen Makro-Supermarkt in Nuth, Gesamtschaden: 39 Millionen Gulden
- 19. Juni 1987: Brandanschlag auf eine Shell-Tankstelle in Nieuwegein, Gesamtschaden: 39.000 Gulden
- 26. Juni 1987: Brandanschlag auf eine Shell-Tankstelle in Alphen aan den Rijn, Gesamtschaden: 550.000 Gulden
- 13. November 1991: Bombenanschlag auf das Haus des Justizstaatssekretärs Aad Kosto sowie auf das niederländische Innenministerium (BZK)